# Simon Birgander
Simon Fedrick Estefan Birgander (nascut el 23 d'octubre de 1997 a Kvistofta, Suècia) és un jugador de bàsquet suec que actualment pertany a la plantilla del Club Joventut Badalona. Amb 2,09 metres d'alçada juga en la posició de pivot.

## Carrera esportiva
Birgander es va formar a les categories inferiors del Helsingborg suec, a on va arribar a competir a la segona categoria de la lliga sueca. Hi va jugar fins al mes de gener de 2016, data en què va arribar a la Lliga EBA espanyola per jugar amb el CB Clavijo de Logronyo, arribant a disputar cinc partits amb el filial de la lliga LEB Or. Va fregar el doble doble de mitjana en els 14 partits que va disputar, amb 7,4 punts, 9,3 rebots i 3,6 taps per partit.
A la temporada 2017-18 fitxa pel Club Joventut Badalona per a les properes tres temporades, fins al 30 de juny del 2020. En aquesta primera temporada a la Penya va formar part del millor quintet jove de la Lliga Endesa 2017-18, elaborat amb vots de jugadors, tècnics, aficionats i mitjans de comunicació. En el seu segon any a Badalona es lesiona greument del genoll i es perd gran part de la temporada. En acabar la mateixa el club el renova per tres anys més. En acabar la temporada 2022-23 Birgander es desvincula del Joventut.

### Selecció sueca
Birgander va arribar a la lliga espanyola com a campió, amb la selecció de Suècia, de la divisió B de l'Europeu sub18 que es va disputar a Àustria el 2015. Els anys 2016 i 2017 també va disputar amb la selecció sub20 els Campionats d'Europa celebrats a Finlàndia i Grècia, respectivament.

## Estadístiques

### Lliga ACB
| Any       | Equip     | PJ | 5i | Min  | %2P  | %3P | %TL | Reb | Ass | Rec | Tap | Punts | Val |
| --------- | --------- | -- | -- | ---- | ---- | --- | --- | --- | --- | --- | --- | ----- | --- |
| 2017-18   | Joventut  | 30 | 10 | 15,8 | 55   | 0   | 71  | 4,2 | 0,6 | 0,5 | 0,4 | 4,6   | 5,7 |
| 2018-19   | Joventut  | 13 | 9  | 19   | 56   | 0   | 67  | 4,8 | 0,7 | 0,6 | 0,6 | 6,9   | 7,9 |
| Total ACB | Total ACB | 43 | 19 | 16,7 | 55,7 | 0   | 70  | 4,4 | 0,7 | 0,6 | 0,4 | 5,3   | 6,3 |

### Lliga LEB Or
| Any          | Equip        | PJ | 5i | Min  | %2P  | %3P | %TL  | Reb | Ass | Rec | Tap | Punts | Val |
| ------------ | ------------ | -- | -- | ---- | ---- | --- | ---- | --- | --- | --- | --- | ----- | --- |
| 2015-16      | CB Clavijo   | 5  | -  | 8,2  | 28,6 | 0   | 66,7 | 2,6 | 0,2 | 0   | 0,6 | 1,6   | 1,6 |
| 2016-17      | CB Clavijo   | 24 | -  | 13,1 | 61,2 | 0   | 66,7 | 4,1 | 0,6 | 0,8 | 0,8 | 4     | 7,3 |
| Total LEB Or | Total LEB Or | 29 | -  | 12,3 | 58,1 | 0   | 66,7 | 3,9 | 0,5 | 0,6 | 0,7 | 3,6   | 6,3 |

### Lliga EBA
| Any       | Equip      | PJ | 5i | Min  | %2P  | %3P | %TL  | Reb | Ass | Rec | Tap | Punts | Val  |
| --------- | ---------- | -- | -- | ---- | ---- | --- | ---- | --- | --- | --- | --- | ----- | ---- |
| 2015-16   | CB Clavijo | 14 | -  | 28,5 | 52,5 | 0   | 79,2 | 9,3 | 1,3 | 0,6 | 3,6 | 7,4   | 16,5 |
| Total EBA | Total EBA  | 14 | -  | 28,5 | 52,5 | 0   | 79,2 | 9,3 | 1,3 | 0,6 | 3,6 | 7,4   | 16,5 |